# Dorin Mateuț
Dorin Mateuţ (nacido el 5 de agosto de 1965) es un exfutbolista rumano, ganador de la Bota de Oro en la temporada 1988-1989. Después de la revolución anticomunista rumana jugó en las ligas española e italiana.

## Trayectoria
Debutó en la primera división rumana en 1981 en el Corvinul Hunedoara, sus buenas actuaciones durante varias temporadas en este equipo le hizo fichar en 1986 por uno de los grandes equipos de Rumanía, el Dinamo de Bucarest. En la temporada 1988-1989 marca la increíble cifra de 46 goles, lo que le convierte en el máximo goleador de Europa y por tanto obtiene la Bota de oro.
A principio de los noventa llega a la liga española junto con otros compatriotas como Hagi, Lăcătuş, Sabău, Balint o Silviu Lung. Mateuţ lo hará en las filas del Real Zaragoza, donde deja muestras sobradas de su calidad, si bien no alcanza ni de lejos la eficacia goleadora que tenía en su país natal. Tras dos temporadas, y tras un sensacional partido en Copa de la UEFA en la que convierte cuatro goles, el Zaragoza decide traspasarlo al Brescia, donde, con un entrenador rumano, ya juegan viejos conocidos de Dorin como Hagi, Răducioiu o Ioan Sabău. El Brescia desciende y Mateuţ pasa a la Reggiana, pero tras una temporada Mateuţ decide regresar al Dinamo de Bucarest. Pone fin a su carrera deportiva en las filas del Sportul Studenţesc.

## Selección nacional
Fue internacional con la selección rumana en 56 partidos y anotó 10 goles. 
Jugo de titular en las eliminatorias para la copa del mundo Italia 1990, donde Rumanía alcanzó la clasificación eliminando a rivales como Grecia, Bulgaria y a la favorita Dinamarca. Mateut fue pieza clave del proceso anotando 2 goles. Ya en el mundial fue suplente, jugando los 10 minutos finales frente a Argentina.